# Grandigallia dictyospora
Grandigallia dictyospora är en svampart som beskrevs av M.E. Barr, Hanlin, Cedeño, Parra & R. Hern. 1987. Grandigallia dictyospora ingår i släktet Grandigallia, klassen Dothideomycetes, divisionen sporsäcksvampar och riket svampar.   Inga underarter finns listade i Catalogue of Life.